# Otto Laemmerhirt
Otto Laemmerhirt oder Lämmerhirt (* 28. Mai 1857 in Neusalz an der Oder; † 10. März 1935 in Zingst) war ein deutscher Landschafts- und Marinemaler.

## Leben

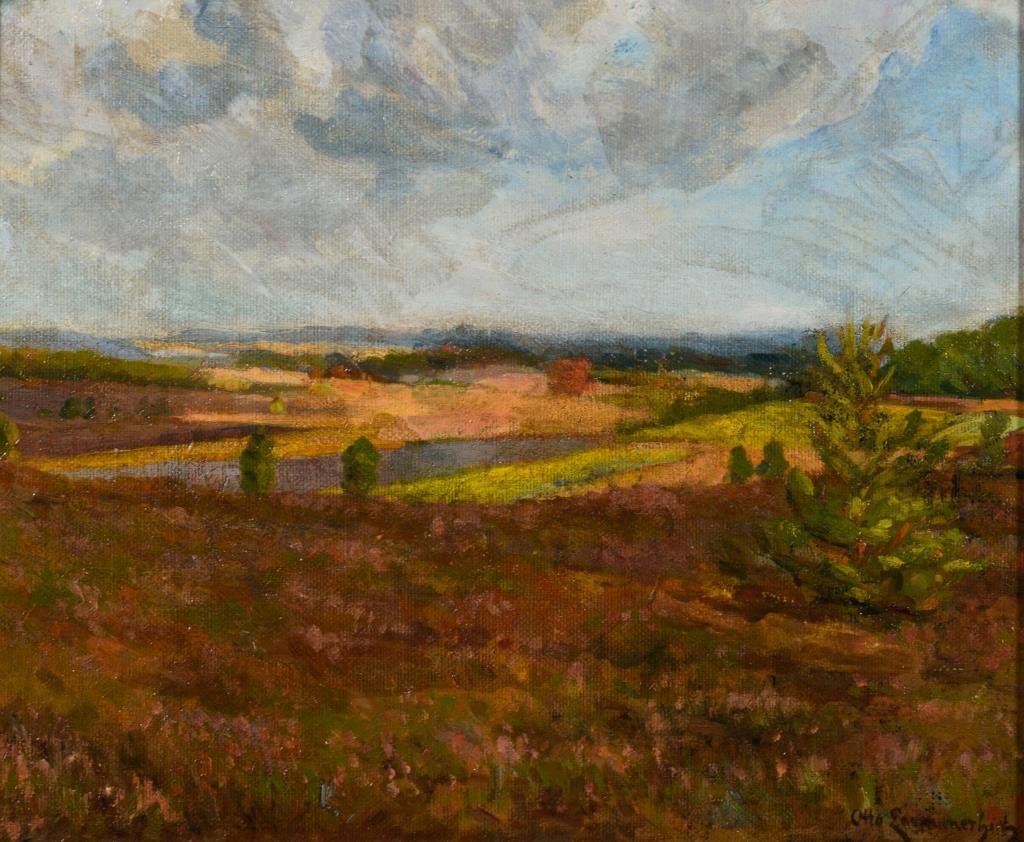
Norddeutsche Landschaft, vor 1935

Laemmerhirt studierte an der Berliner Kunstakademie bei Eugen Bracht und war Meisterschüler bei dem Norweger Hans Fredrik Gude. Zunächst lebte er in Berlin, wo er ab 1898 seine Bilder auf der Großen Berliner Kunstausstellung zeigte. 1923 zog er ganz nach Zingst, wo er sich ein Haus mit Atelier errichten ließ.
Er bevorzugte Themen wie Seestücke und Küstenlandschaften, malte aber auch Hochgebirge und Gebäudeansichten wie z. B. Kirchen. Seine Motive waren nicht auf deutsche Landschaften beschränkt, sondern malte Motive u. a. in Italien. Auch orientalische Ansichten wie eine Moschee mit Minarett sind in seinem Œuvre zu finden. Er malte im impressionistischen Stil.

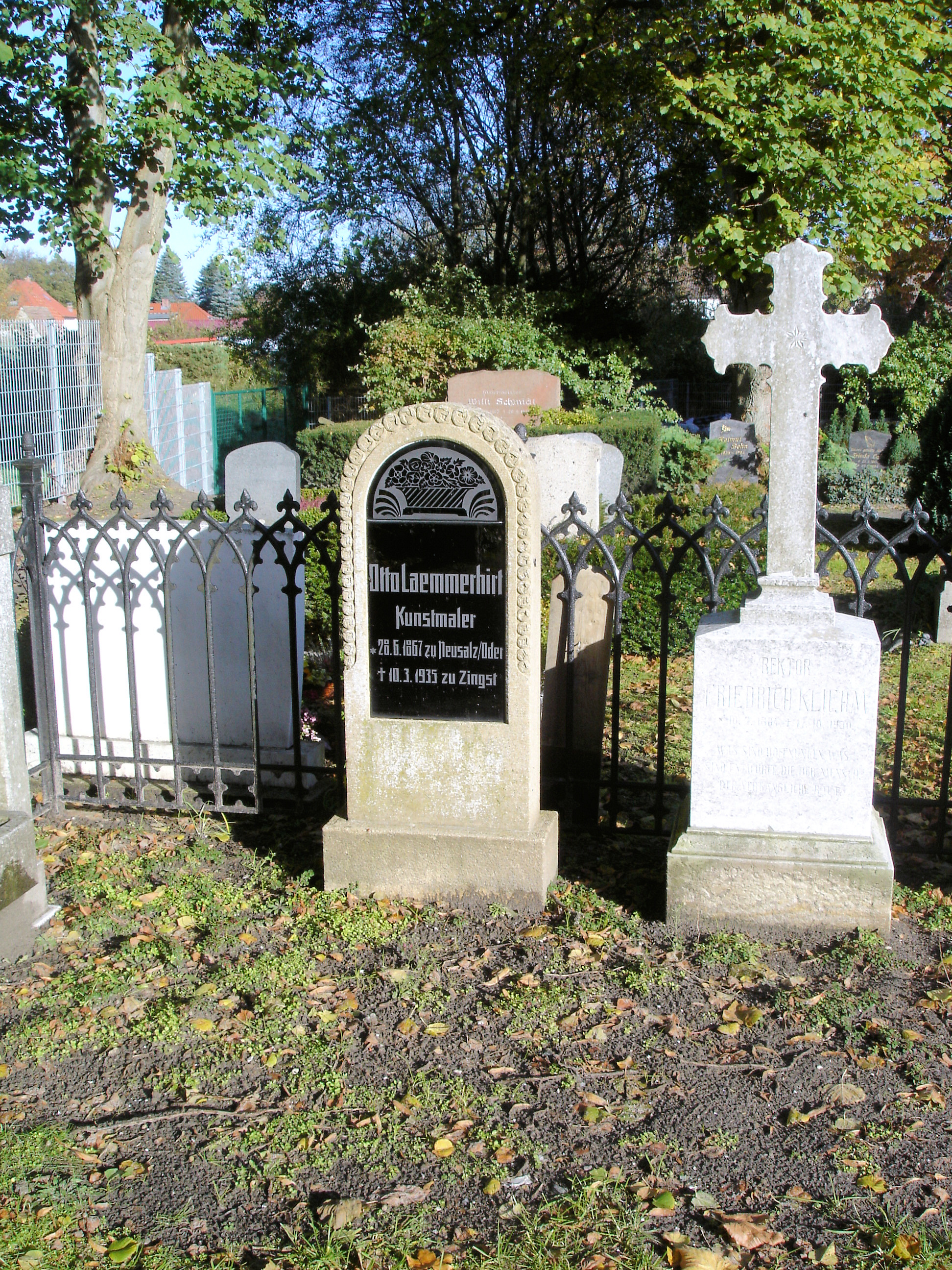
Grab von Otto Laemmerhirt in Zingst

Bei den Zingstern blieb Laemmerhirt unvergessen.

## Werke (Auswahl)
- Bornholm (1905, 168 × 200,5 cm), Nationalmuseum Stettin[5]
- Seestücke des Mittelmeers
- Abend am Kattegatt
- Kirche von Pütte bei Stralsund
- Bornholmer Meeresküste (1928, 71 × 101 cm)[6]
- Dünen auf Hiddensee (1934)
- Norddeutsche Landschaft (vor 1935)
- Kreuz des Südens, 2 Segelschiffe unter Sternenhimmel (1924)